# 玉前西
玉前西（たまさきにし）は、千葉県市原市の五井地区にある町丁。現行行政地名は玉前西一丁目から玉前西三丁目。郵便番号は290-0044。

## 概要
千葉県市原市の五井地区にある町丁である。市原特別工業地区第一土地区画整理事業によって玉前から分離して設置された。工場が数多く立ち並んでいる。

## 地理
北は岩崎西、東は岩崎及び玉前、東から南にかけては五井西、西は玉前緑地と接する。

## 歴史

### 沿革
- 1963年5月1日 - 市原市市制施行に伴い市原市五井地区の一部となる[7]。
- 1975年1月7日 - 市原特別工業地区第一土地区画整理事業の換地処分により、玉前から町丁字を新設分離[7]。

## 世帯数と人口
2023年（令和5年）4月1日現在の世帯数と人口に関する情報は以下の通りである。
| 町丁字       | 世帯数 | 人口総数 | 人口 | 人口  | 人口     | 人口     | 人口 | 人口   | 世帯人員 |
| 町丁字       | 世帯数 | 人口総数 | 若年 | 若年  | 生産年齢 | 生産年齢 | 高齢 | 高齢   | 世帯人員 |
| ------------ | ------ | -------- | ---- | ----- | -------- | -------- | ---- | ------ | -------- |
| 玉前西一丁目 | 14世帯 | 27人     | 1人  | 3.70% | 9人      | 33.33%   | 17人 | 62.96% | 1.93人   |
| 玉前西二丁目 | 34世帯 | 56人     | 0人  | 0.00% | 32人     | 57.14%   | 24人 | 42.86% | 1.67人   |
| 玉前西三丁目 | 0世帯  | 0人      | 0人  | 0.00% | 0人      | 0.00%    | 0人  | 0.00%  | 0.00人   |
| 合計         | 48世帯 | 83人     | 1人  | 1.20% | 41人     | 49.40%   | 41人 | 49.40% | 1.73人   |

## 通学区域
市立小学校・市立中学校と県立高等学校の通学区域は以下の通りである。
| 町丁字       | 番地 | 小学校             | 中学校             | 県立高校 |
| ------------ | ---- | ------------------ | ------------------ | -------- |
| 玉前西一丁目 | 全域 | 市原市立京葉小学校 | 市原市立五井中学校 | 第9学区  |
| 玉前西二丁目 | 全域 | 市原市立京葉小学校 | 市原市立五井中学校 | 第9学区  |
| 玉前西三丁目 | 全域 | 市原市立京葉小学校 | 市原市立五井中学校 | 第9学区  |

## 施設
- 玉前公園

## 交通

### バス
町丁字内を通過する一般路線バスの路線は以下の通りである。
| 運行会社 | 系統     | 運行区間                  | 経由                   | 備考 |
| -------- | -------- | ------------------------- | ---------------------- | ---- |
| 小湊鐵道 | 五23系統 | 五井駅西口 - 姉ケ崎駅西口 | 玉前西一丁目、アピタ前 |      |